# Хусеин Кавазовић
Хусеин Кавазовић је реис-ул-улема Исламске заједнице у Босни и Херцеговини и бивши тузлански муфтија.

## Биографија
Рођен је 3. јула 1964. године у Јеловче Селу код Градачца, као једно од осморо дјеце оца Хасана и мајке Саиме. Породица Кавазовић је током историје дала велики број угледних имама и хафиза.
Основну школу је завршио у родном мјесту, а Гази Хусрев-бегову медресу у Сарајеву 1983. године. На Исламском теолошком факултету Универзитета Ал Азар у Каиру је студирао од 1985. до 1990. године. Магистарски рад је одбранио на Факултету исламских наука Универзитета у Сарајеву на тему шеријатског права.
Обављао је дужности имама, хатиба и муалима у џемату у Горњем Сребренику. Након завршетка студија радио је и на подручју меџлиса Исламске заједнице у Градачцу. Постао је тузлански муфтија 1992. године.
Постао је члан Сабора Исламске заједнице у БиХ пред почетак рата. Био је члан Ријасета Исламске заједнице у свим његовим мандатима, а члан је и Вијећа за фетве Исламске заједнице. Више пута је обављао дужност предсједника школског одбора Бехрам-бегове медресе.
Учествовао је у рату у Босни и Херцеговини у јединицама Патриотске лиге и Армије Републике Босне и Херцеговине, за шта је и добио одликовање за испољену храброст и залагање. Током рата се залагао за увођење вјеронауке у основне и средње школе и обнављање листа Хикмет.
Постао је реис-ул-улема Исламске заједнице БиХ 2012. године, након истека мандата реис-ул-улеме Мустафе Церића.
Кавазовић је у свом говору у Швајцарској у мају 2016. рекао да не би требало дозволити да „Власи владају Сребреницом“, користећи погрдан израз за Србе који значи „странац“ или друштвену категорију пастира иако су према писању еминетних етнолога Кавазовићеви преци по мушкој линији такође били муслимански досељеници српских корена из источне Херцеговине и Гацког које су домицилни босански османски намесници означавали Власима.